# Cung điện Heian
Cung điện Heian (Nhật: 平安宮 (Bình An cung) Hepburn: Heian-kyū) hay Đại Nội cung (大内裏 (Đại Nội lý) Daidairi) nguyên thủy là hoàng cung Bình An kinh, (tiền thân của Kyoto) nơi vua Nhật thiết triều và chọn làm kinh đô của Nhật Bản từ 794 đến 1227. Cung điện là nơi hoàng gia cư trú và là trung tâm hành chính của suốt thời kỳ Heian (từ 794 đến 1185), tọa lạc tại vị trí trung tâm phía bắc của thành phố theo mô hình thiết kế kinh đô của Trung Quốc.

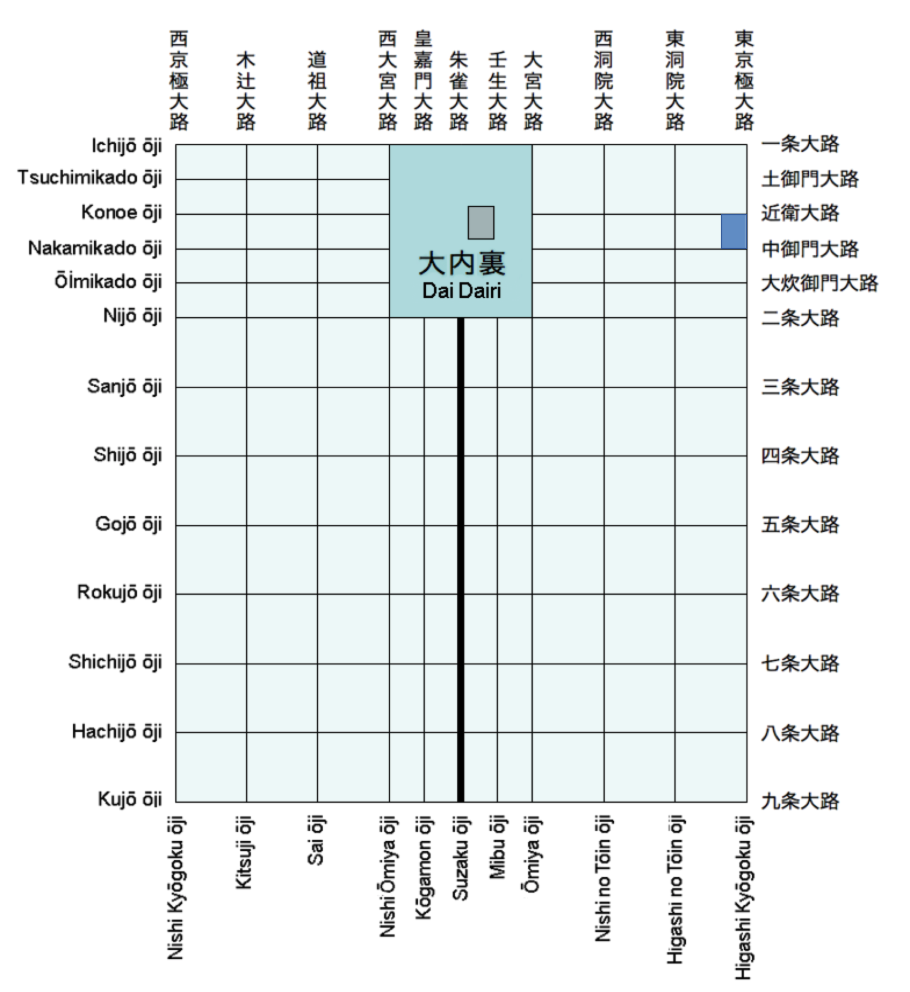
Sơ đồ của Bình An kinh cho thấy vị trí của cung điện cũng như cung điện tạm thời Thổ Ngự Môn điện sau phát triển thành hoàng cung Kyoto hiện tại.

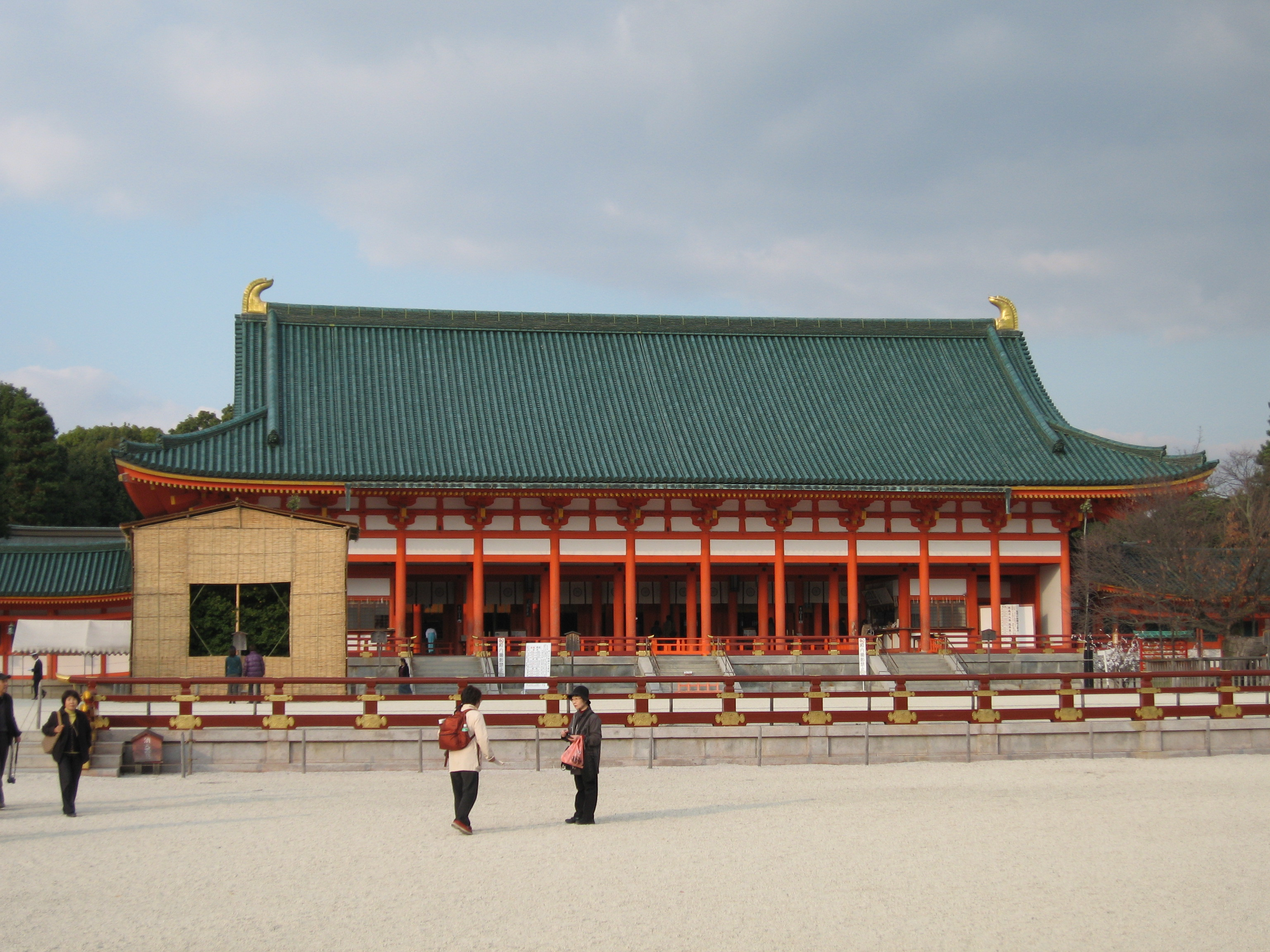
Phía ngoài Đại Cực điện đang được phục dựng lại

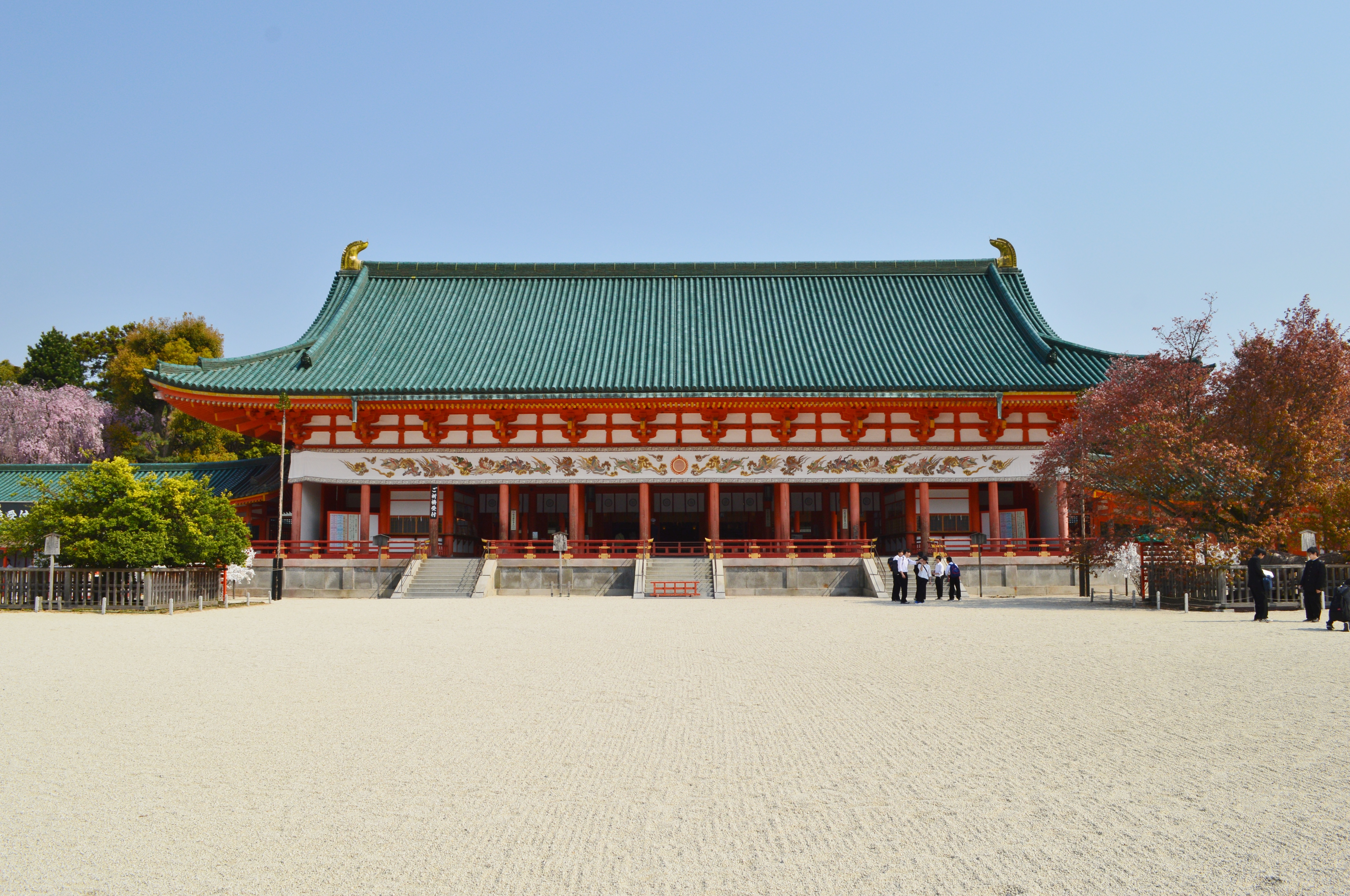
Công trình tái thiết hiện đại của Cung điện Heian tại Đền Heian, Kyoto

Chu vi hoàng cung là bức tường cao vây quanh một khu đất hình chữ nhật. Trong phạm vi khép kín đó là cung điện, dinh thự của cơ quan triều đình. Trong cùng tức khu Nội cung hay Nội lý (Dairi) là tư thất giành riêng cho Thiên hoàng có tường bao quanh riêng biệt. Ngoài ra một số hoàng thân cũng có tư dinh ở Nội cung cùng nột số tòa nhà hành chính và nghi lễ trực thuộc thiên hoàng.
Hoàng cung ngoài chức năng chính là nơi làm việc triều chính, còn là biểu tượng quyền hành tập trung của hoàng đế Nhật Bản, vay mượn từ khuôn mẫu Trung Quốc từ thế kỷ VII trong đó có Thái chính quan và 8 Bộ. Về mặt kiến trúc, hoàng cung vừa là tư thất, vừa là nơi thiết triều đảm nhiệm phần nghi lễ. Thiên hoàng Nhật sử dụng hoàng cung cho đến thế kỷ XII, nhưng từ thế kỷ thứ 9 trở đi thì vai trò chức năng của hoạt động triều chính đã chuyển ra ngoài, nhất là từ khi lập ra lệ Shōgun nắm quyền bính, thì vai trò đó càng giảm, số lễ nghi nhỏ thì chuyển vào Nội cung.
Vào giai đoạn trung kỳ Heian, khu vực cung điện phải trải qua nhiều lần hỏa hoạn bởi chiến tranh, nên khi xây dựng lại, một số cung phải dời ra ngoài thành, điều này cũng phản ánh sự suy thoái quyền lực của thiên hoàng. Khu Hoàng cung tuy vẫn là biểu tượng của vua nhưng địa vị quyền lực chính yếu đã sụt giảm. Năm 1227, Hoàng cung bị thiêu rụi toàn phần và từ đó bỏ hoang phế. Phần phục dựng gần như không còn dấu vết gì của công trình xưa. Những gì truyền lại về Hoàng cung Heian đều căn cứ theo các văn tịch cổ cùng những họa đồ và cuộc khai quật thực hiện vào cuối thập niên 1970.

## Vị trí
Cung điện nằm ở trung tâm phía bắc của khu đất hình chữ nhật Bình An kinh xây theo mô hình của Trung Quốc (cụ thể là thủ đô Trường An của nhà Đường), nơi đây đã được chọn lựa cho Cung điện Heijou ở thủ đô Bình Thành kinh trước đây (ngày nay là Nara) và Trường Cương Kinh. Góc đông nam của Đại Nội cung nằm ở giữa lâu đài Nijō ngày nay. Lối vào chính của cung điện là cổng Chu Tước môn, tạo thành điểm cuối ở phía bắc của Đại lộ Chu Tước chạy xuyên qua trung tâm thành phố từ cổng La Thành môn. Do đó, cung điện hướng về phía nam và điều chỉnh kế hoạch đô thị đối xứng của Bình An kinh. Ngoài Chu Tước môn, cung điện còn có 13 cổng khác nằm đối xứng với các vị trí dọc theo bức tường. Một đại lộ chính (大路 ōji) dẫn đến mỗi cổng, ngoại trừ ba cổng dọc theo phía bắc của cung điện, vì nó trùng với ranh giới phía bắc của chính thành phố.

## Lịch sử
Cung điện là công trình kiến trúc đầu tiên và cũng là quan trọng nhất được dựng lên tại thủ đô mới của Bình An kinh, nơi mà triều đình chọn để di dời vào năm 794 theo lệnh của Thiên hoàng Kanmu. Cung điện chưa hoàn toàn sử dụng được vào thời điểm di dời, tuy nhiên Đại Cực điện hoàn thành ngay trong năm 795, và cơ quan phụ trách việc xây dựng nó đã bị giải tán chỉ trong năm 805.
Các khu phức hợp theo phong cách của Trung Quốc gồm Triều Đường viện và Phong Lạc viện bắt đầu đưa vào sử dụng từ khá sớm, song song với sự suy giảm của các chế định luật và quan liêu triều đình lấy cảm hứng từ Trung Quốc ritsuryō, chúng dần dần bị bỏ rơi hoặc giảm xuống mức hình thức không còn quan trọng. Trọng tâm của khu phức hợp cung điện chuyển đến Nội cung, và Tử Thần điện rồi sau đó Thanh Lương điện đã vượt qua Đại Cực điện để trở thành vị trí chính cho hoạt động thiết triều.
Song song với hoạt động trong Nội cung, Đại Nội cung bắt đầu được coi là ngày càng không an toàn, đặc biệt là vào ban đêm. Một lý do có thể là bởi sự mê tín phổ biến trong thời kỳ này: các tòa nhà không có người ở đã bị tránh xa vì sợ linh hồn và ma, thậm chí cả khu phức hợp Phong Lạc viện được cho là đã bị ma ám. Ngoài ra, mức độ an ninh thực tế được duy trì tại cung điện đã suy giảm, vào đầu thế kỷ XI chỉ có một cổng Dương Minh môn ở phía đông là được bảo vệ. Do đó, tội phạm trộm cắp và thậm chí bạo lực đã trở thành một vấn đề nghiêm trọng cho cung điện vào nửa đầu thế kỷ XI.
Hỏa hoạn là một vấn nạn thường xuyên vì khu phức hợp cung điện được xây dựng gần như hoàn toàn bằng gỗ. Đại Cực điện được xây dựng lại sau các vụ cháy vào năm 876, 1068 và năm 1156 mặc dù bị hạn chế sử dụng. Tuy nhiên, sau trận hỏa hoạn lớn năm 1177 đã phá hủy phần lớn Đại Nội cung, Đại Cực điện không bao giờ được xây dựng lại. Phong Lạc viện cũng đã bị phá hủy bởi một vụ hỏa hoạn vào năm 1063 và tương tự như Đại Cực điện, Phong Lạc viện cũng không bao giờ được xây dựng lại.
Kể từ năm 960, Nội cung đã liên tục bị phá hủy bởi hỏa hoạn, nhưng nó được xây dựng lại một cách có hệ thống và được sử dụng làm nơi ở chính thức của hoàng gia cho đến cuối thế kỷ XII. Trong thời gian xây dựng lại Nội cung sau các vụ hỏa hoạn, thiên hoàng thường phải ở tại các cung điện thứ cấp Lí Nội lí trong thành. Thông thường những cung điện thứ cấp này được cung cấp bởi gia tộc Fujiwara, đặc biệt là trong giai đoạn sau của thời kỳ Heian để thực hiện kiểm soát chính trị thực tế bằng cách cung cấp các phối ngẫu cho các thiên hoàng kế vị nhau. Do đó, ông bà ngoại của thiên hoàng đã bắt đầu chiếm đoạt việc cư trú trong cung điện trước khi kết thúc thời kỳ Heian. Các thiên hoàng đã nghỉ hưu vẫn tiếp tục duy trì quyền lực của mình trong hệ thống Viện chính từ năm 1086, điều này càng làm tăng thêm tầm quan trọng của cung điện.
Sau một vụ hỏa hoạn vào năm 1177, quần thể cung điện chính đã bị bỏ hoang và các thiên hoàng cư ngụ trong các cung điện nhỏ hơn (trước là Lí Nội lí) trong thành và các biệt thự bên ngoài thành. Vào năm 1227, trận hỏa hoạn cuối cùng đã phá hủy những gì còn lại của Nội cung, và sau đó Đại Nội cung cũ bị phá hủy hoàn toàn. Năm 1334 Thiên hoàng Go-Daigo đã ban hành một sắc lệnh để xây dựng lại Đại Nội cung, nhưng do thiếu kinh phí vào lúc đó việc xây dựng lại đã không thể thực hiện. Hoàng cung Kyoto ngày nay nằm ngay phía tây của điện Thổ Ngự Môn điện, dinh thự Fujiwara tuyệt đẹp ở góc đông bắc của thành. Thần kỳ quan, phần cuối cùng của cung điện vẫn được sử dụng cho đến năm 1585.

## Tư liệu

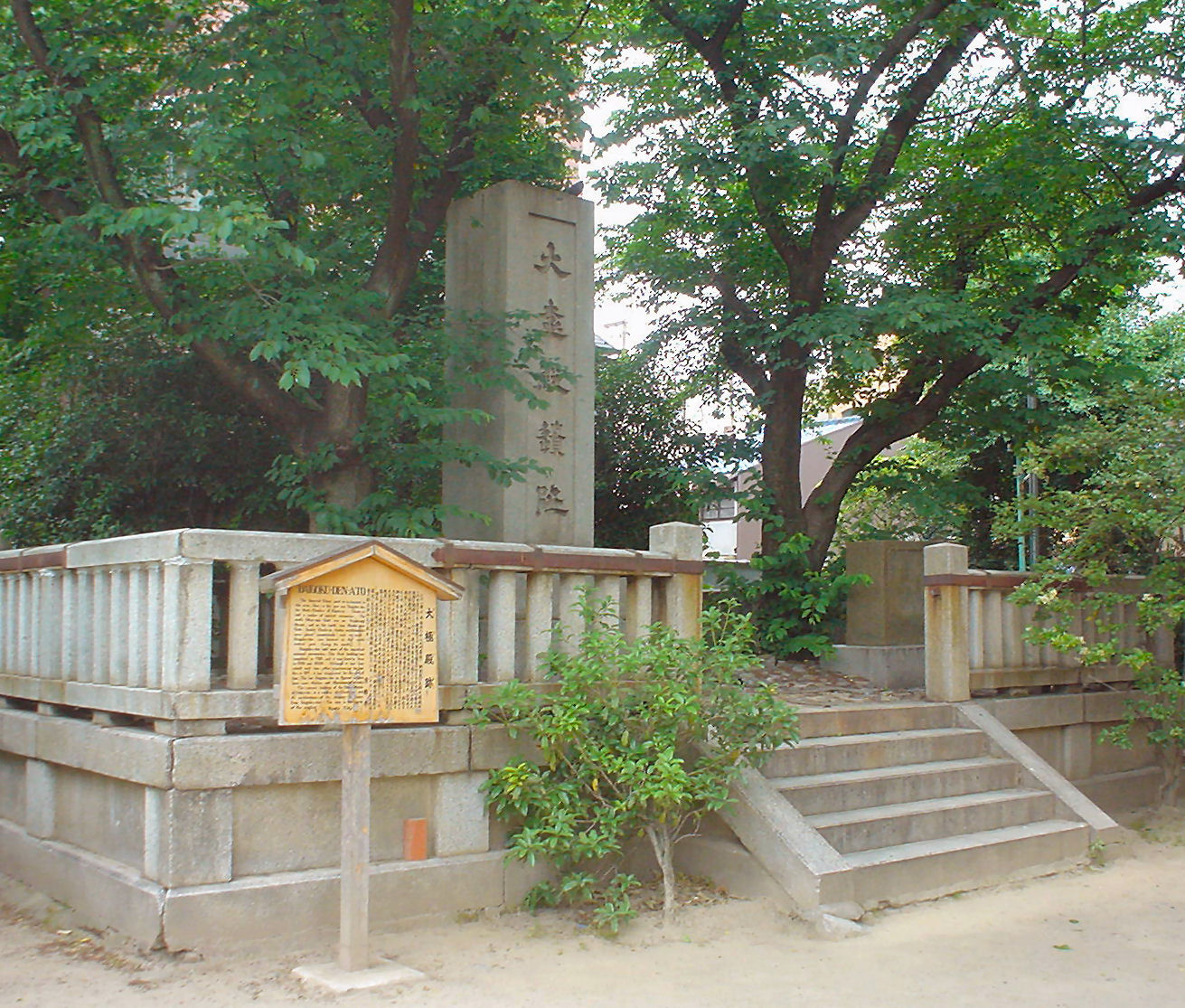
Tảng đá tưởng niệm tại hội trường Đại Cực điện của cung điện.

Mặc dù cung điện đã bị phá hủy hoàn toàn, nhưng nhiều thông tin về cung điện vẫn có thể tìm thấy từ các nguồn ghi chép cận đại và hiện đại. Cung điện Heian là bối cảnh cho nhiều tác phẩm văn học thời Heian, cả văn học hư cấu và văn học phi hư cấu. Chúng cung cấp thông tin quan trọng về chính cung điện, các nghi lễ và hoạt động chức năng của triều đình được tổ chức, cũng như các thói quen hàng ngày của các cận thần sống hoặc làm việc ở đó. Những ví dụ đáng chú ý bao gồm Truyện kể Genji của Murasaki Shikibu, Truyện gối đầu của Sei Shōnagon và biên niên sử Eiga Monogatari. Ngoài ra, hội họa trong một số tranh cuộn emakimono mô tả (đôi khi hư cấu) những cảnh diễn ra tại cung điện; Genji Monogatari Emaki (tranh cuộn minh họa cho Truyện kể Genji) có niên đại từ khoảng 1130 có lẽ là ví dụ nổi tiếng nhất. Tư liệu khác là những bản đồ đương đại (bị hư hại một phần) của cung điện từ thế kỷ X và XII cho thấy cách phân bổ vai trò chức năng của các tòa nhà trong Nội cung.
Ngoài các tư liệu văn học, việc khai quật khảo cổ đã được tiến hành từ cuối những năm 1970 đã cho thấy thêm nhiều điều về cung điện. Cụ thể là sự tồn tại và vị trí của các tòa nhà phức hợp Phong Lạc viện đã được xác minh dựa trên các nguồn tài liệu đương đại.

## Đại Nội cung
Đại Nội cung (大内裏 daidairi) là một khu đất hình chữ nhật có tường bao quanh kéo dài khoảng 1,4 kilômét (0,87 mi) từ Bắc đến Nam giữa đại lộ đông-tây đầu tiên và thứ hai (Ichijō ōji (一条大路) và Nijō ōji (二条大路)) và 1,2 kilômét (0,75 mi) từ Tây sang Đông giữa Nishi Ōmiya ōji (西大宮大路) và Ōmiya ōji (大宮大路) cắt đại lộ bắc-nam. Ba cấu trúc chính trong Đại Nội cung là Khu phức hợp triều chính Triều Đường viện, Khu phức hợp lễ tân Phong Lạc viện và Nội cung (内裏 dairi).

### Triều Đường viện

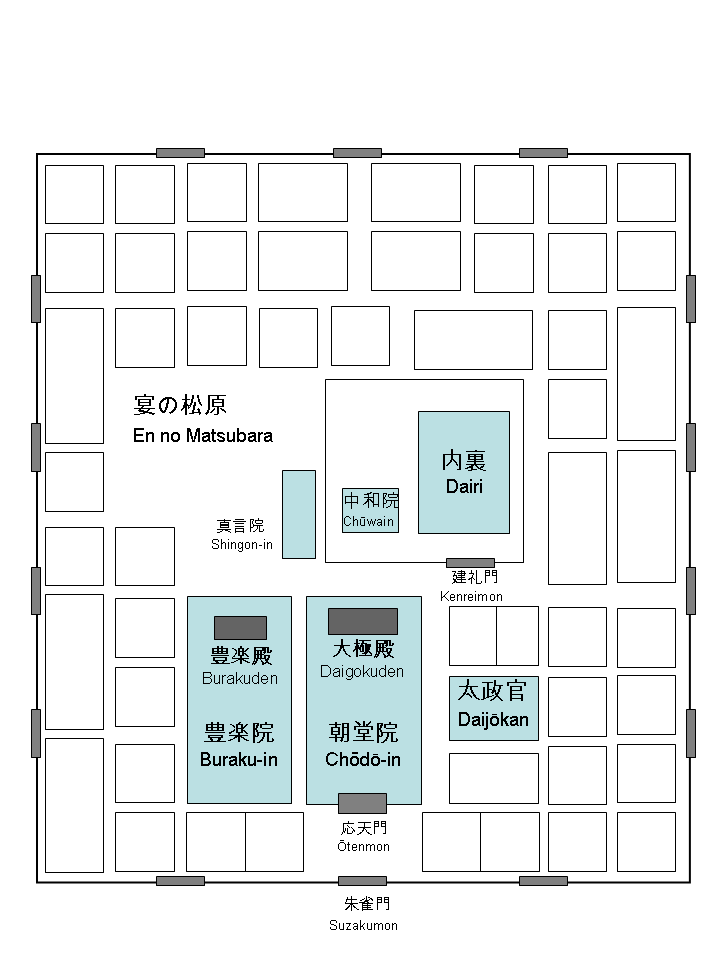
Sơ đồ cấu trúc Đại Nội cung.

Triều Đường viện là một tòa nhà hình chữ nhật nằm ngay phía bắc cổng Chu Tước môn ở trung tâm bức tường phía nam của Đại Nội cung. Công trình này được xây dựng dựa trên mô hình cung điện của Trung Quốc và theo phong cách kiến trúc Trung Quốc, Các bằng chứng khảo cổ được khai quật ở những thủ đô trước đó của Nhật Bản cho thấy kiểu kiến trúc này đã có trong các cung điện khác những giai đoạn trước đó. Kiến trúc này đã có sự ổn định trong phong cách từ thế kỷ VII trở đi.

### Đại Cực điện
Tòa nhà chính nằm gần Triều Đường viện là Đại Cực điện hướng về phía nam, vị trí ở cuối phía bắc của khu nhà. Đây là một tòa nhà lớn (xấp xỉ 52 m từ đông sang tây và 20 m từ bắc xuống nam) với những bức tường trắng theo phong cách kiến trúc Trung Quốc, cột trụ và mái ngói xanh, là khu quan trọng nhất được sử dụng cho hoạt động nghi lễ và triều chính. Phần phía nam của Triều Đường viện bao gồm Mười hai Hội trường nơi bộ máy quan liêu được đặt theo thứ tự lễ nghi nghiêm ngặt. Đền Heian ở Kyoto được thiết kế tương tự nhưng theo quy mô nhỏ hơn Đại Cực điện.
Triều Đường viện là vị trí thiết triều, thiên hoàng chủ sự các cuộc họp vào lúc sáng sớm để thảo luận về các vấn đề chính trị của đất nước, xem xét báo cáo hàng tháng từ các quan, chúc mừng năm mới và gặp gỡ sứ thần nước ngoài. Tuy nhiên, việc thiết triều mỗi buổi sáng cũng như nhận báo cáo hàng tháng đã chấm dứt vào năm 810. Sứ thần nước ngoài đã không còn được đón tiếp trong hầu hết thời kỳ Heian, lễ mừng năm mới được tổ chức sơ sài và được dời đến Nội cung vào cuối thế kỷ X, hội họp và một số nghi lễ Phật giáo là những hoạt động còn được tổ chức tại Triều Đường viện.

### Phong Lạc viện
Phong Lạc viện là một khu nhà lớn hình chữ nhật theo phong cách kiến trúc Trung Quốc, tọa lạc ở phía tây của Triều Đường viện. Nó được xây dựng dùng cho hoạt động lễ kỷ niệm và tiệc tùng chính thức và được dùng cho các hoạt động giải trí khác như các cuộc thi bắn cung. Giống như Triều Đường viện, Phong Lạc viện có một hội trường ở phần cuối phía bắc, nằm tại vị trí chính giữa, nhìn bao quát khu thiết triều. Ở khu này, Phong Lạc điện được thiên hoàng và các cận thần dùng chủ trì cho các hoạt động ở Phong Lạc viện. Tuy nhiên, giống như Triều Đường viện, Phong Lạc viện cũng dần dần bị bỏ rơi khi nhiều hoạt động chuyển đến Nội cung. Địa điểm của nó là một trong số ít các vị trí trong cung điện đã được khai quật.

### Các tòa nhà khác
Ngoài Nội cung, các khu vực còn lại của Đại Nội cung được dùng cho các bộ, văn phòng, nhà xưởng, nhà kho và hội trường lớn của yến tiệc rừng thông (hay Tùng nguyên yến nằm ở ở phía đông của Đại cung. Các tòa nhà của Thái chính quan nằm trong một bức tường bao quanh ngay phía đông của Triều Đường viện, được đặt theo thiết kế đối xứng điển hình của các tòa nhà mở với một sân ở phía nam. Ngoài ra, còn có tòa nhà Chân Ngôn viện nằm giữa Đông tự và Tây tự, quần thể này là cơ sở Phật giáo duy nhất được phép xây trong Đại cung.

## Nội cung

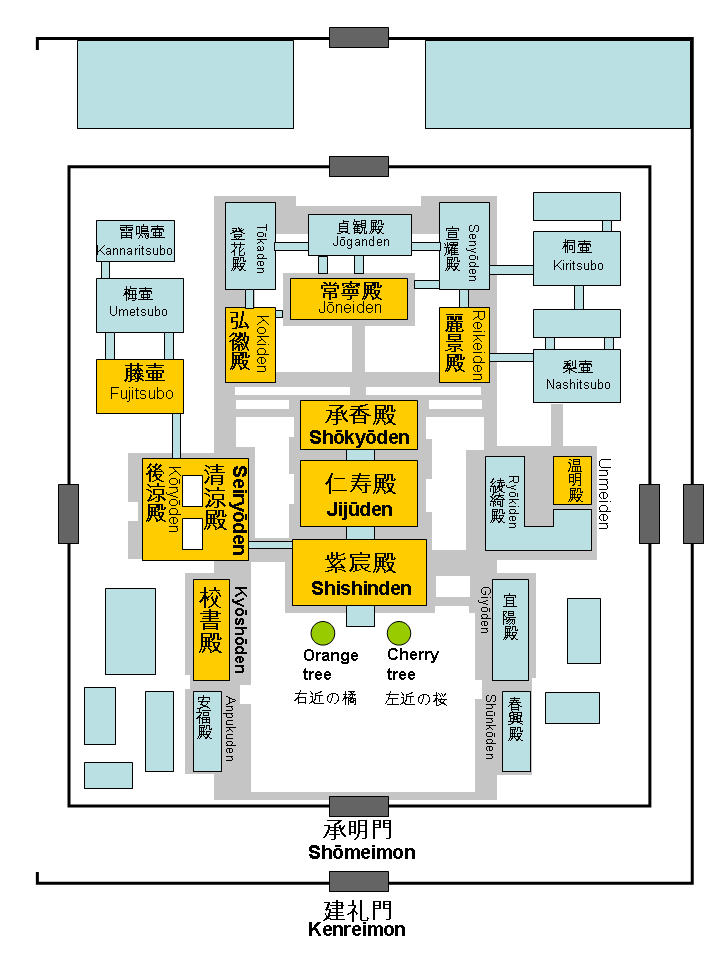
Sơ đồ cấu trúc Nội cung.

Nội cung hay Đại cung (Dairi) nằm ở phía đông bắc của Triều Đường viện, vị trí nằm về phía đông trục trung tâm bắc-nam của Đại Nội cung. Công trình này được sử dụng với chức năng như một khu "Chính điện". Nội cung bao gồm các khu của thiên hoàng và các gian phòng của các cung phi (gọi chung là Hậu cung,) được bao quanh trong hai vòng tường bảo vệ. Vòng tường bên ngoài bao quanh một số thư phòng, khu vực lưu trữ và Trung Hòa viện, một khu vực có tường bao quanh ngôi đền Thần đạo gắn liền với các chức năng tôn giáo của thiên hoàng, nằm ở phía tây trung tâm Đại Nội cung. Cổng chính của vòng tường bao quanh là cổng Kiến lễ môn, nằm ở giữa bức tường phía nam của trục bắc-nam Nội cung.
Nội cung là khu sinh hoạt của thiên hoàng, được đặt trong vòng tường ở phía đông của Trung Hòa viện. Chiều dài xấp xỉ 215 m từ bắc xuống nam và 170 m từ đông sang tây. Cổng chính là cổng Thừa Minh môn nằm về phía nam, chính giữa vòng tường xung quanh Nội cung, ngay phía bắc cổng Kiến lễ môn. Trái ngược với sự trang trọng của phong cách kiến trúc Trung Quốc ở Triều Đường viện và Phong Lạc viện, Nội cung được xây dựng theo phong cách gần gũi hơn với kiến trúc Nhật Bản. Nội cung đại diện cho một biến thể của phong cách kiến trúc Tẩm điện tạo, được sử dụng trong các biệt thự và nhà ở của tầng lớp quý tộc thời kỳ này. Các tòa nhà có bề mặt không được sơn và mái vỏ cây bách được uốn cong và uốn lượn, chúng được nâng lên trên các bục gỗ cao và kết nối với nhau bằng những lối đi có mái che và lối đi không được che chắn. Giữa các tòa nhà và lối đi là sân rải đá sỏi cùng những khu vườn nhỏ.

### Chính điện
Tòa nhà lớn nhất của Nội cung là Tử Thần điện, một tòa nhà dành riêng cho công việc triều chính. Đó là một hội trường hình chữ nhật có kích thước xấp xỉ 30 m từ đông sang tây và 25 m từ bắc xuống nam, và nằm dọc theo theo trục bắc-nam (trục giữa) của Nội cung, nhìn ra một sân trong có hình chữ nhật và đối diện với cổng Thừa Minh môn. Một cây cam tachibana và một cây hoa anh đào đứng đối xứng hai bên cầu thang trước của chính điện. Khoảng sân được bao quanh hai bên bởi các điện nhỏ hơn nối với Chính điện, tạo ra cấu trúc tương tự trong bố trí các tòa nhà (chịu ảnh hưởng Trung Quốc) được tìm thấy trong các biệt thự theo phong cách quý tộc thời kỳ này.

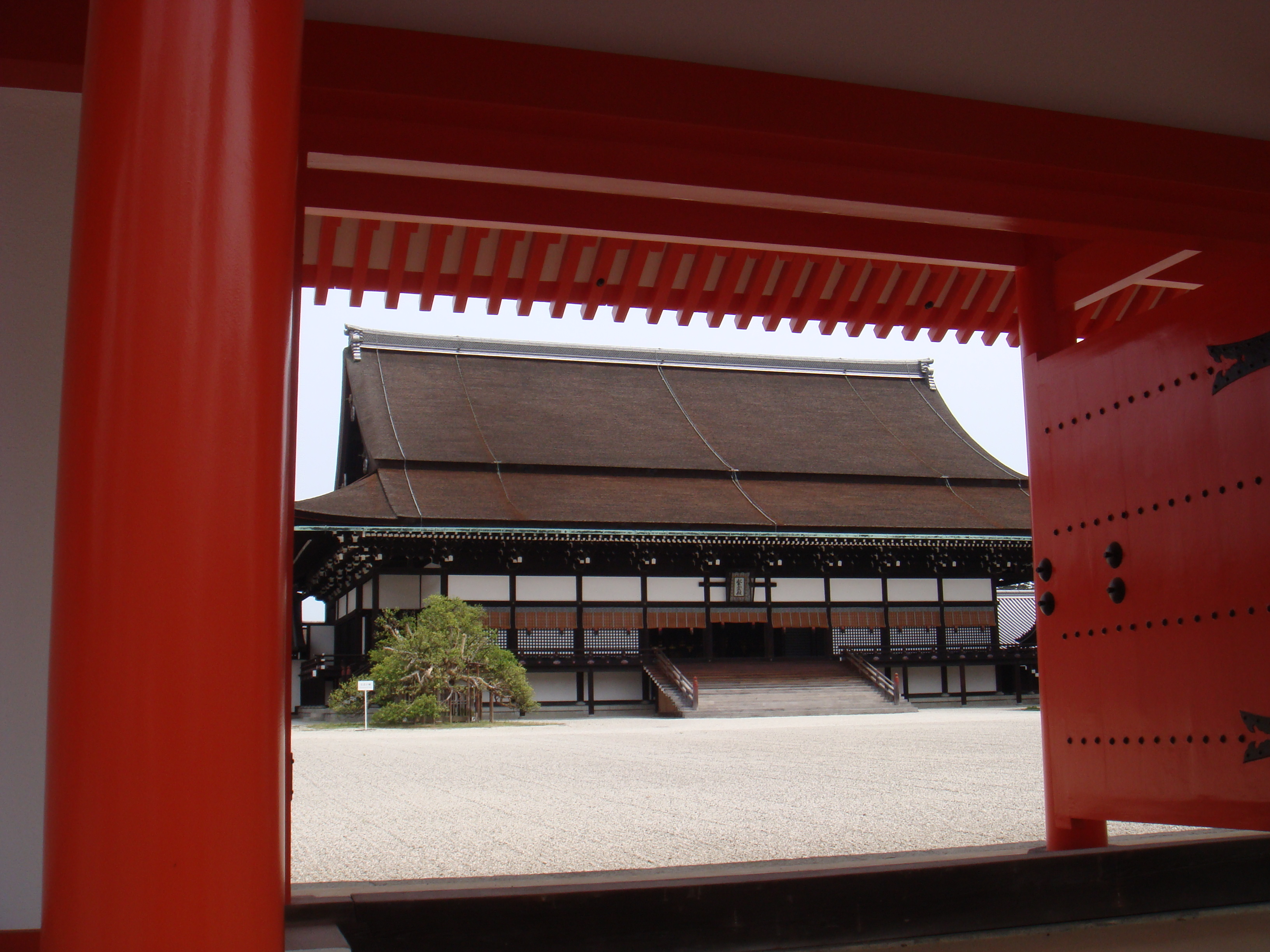
Chính điện ngày nay Hoàng cung Kyoto, xây theo phong cách thời kỳ Heian.

Tử Thần điện được sử dụng cho các chức năng thiết triều và nghi lễ chính thức không được tổ chức tại Đại Cực điện (Đại Cực điện thuộc khu phức hợp Triều Đường viện. Nó được xây dựng với mục đích sử dụng chính yếu của triều đình, vì vậy được xây trang trọng hơn ngay từ ngày đầu, do công việc hàng ngày của triều đình đã không còn được tiến hành trước sự có mặt của thiên hoàng ở Đại Cực điện vào đầu thế kỷ 9. Song song với việc giảm dần các thủ tục chính của triều đình được mô tả trong bộ luật ritsuryō  (Nhật: 律令 (luật lệnh)) là việc thành lập một ban thư ký cá nhân cho thiên hoàng, cơ quan Tàng nhân sở. Cơ quan này, càng ngày càng đảm nhiệm vai trò điều phối công việc của các cơ quan triều đình, vị trí cơ quan nằm tại Giáo thư điện, một tòa nhà tọa lạc ở phía tây nam của Tử Thần điện.

### Nhân Thọ điện
Nằm về phía bắc của Tử Thần điện là Nhân Thọ điện, một tòa nhà được xây dựng tương tự chính điện nhưng có kích thước hơi nhỏ hơn dùng làm nơi ở cho thiên hoàng. Tuy nhiên, bắt đầu từ thế kỷ thứ 9, thiên hoàng thường chọn cư trú trong các tòa nhà khác của Nội cung. Những tòa nhà này cũng có kích thước nhỏ hơn chánh điện, Thừa Hương điện nằm bên cạnh, ở phía bắc dọc theo trục chính của Nội cung. Khi Nội cung được xây dựng lại sau trận hỏa hoạn năm 960, nơi ở thường xuyên của các hoàng đế đã được dời đến Thanh Lương điện, một tòa nhà quay mặt về hướng đông nằm ngay phía tây bắc Tử Thần điện. Dần dần, Thanh Lương điện bắt đầu được sử dụng ngày càng nhiều cho các cuộc họp, các Thiên hoàng dành phần lớn thời gian của họ ở đây. Phần nhộn nhịp nhất của tòa nhà là Thượng Gian điện, nơi các quan lại đến yết kiến Thiên hoàng.

### Tòa nhà khác
Hoàng hậu, cũng như các phối ngẫu hoàng gia chính thức và không chính thức sống trong Nội cung, họ ở tại các tòa nhà ở phía bắc được tường thành bao bọc. Các tòa nhà quan trọng nhất là nhà ở của hoàng hậu và các phối ngẫu chính thức, vị trí thích hợp cho việc sử dụng đó theo các nguyên tắc thiết kế của Trung Quốc (Hoằng Huy điện, Lệ Cảnh điện và Thường Ninh điện, cũng như khu ở gần nhất với nơi cư trú hoàng gia Seiryōden (Kōryōden  (Nhật: 後涼殿 (Hậu lương điện)) và Fujitsubo (藤壷)). Các cung phi khác và những người phụ nữ khác đang trong thời gian chờ đợi đã đến sống tại các tòa nhà khác ở phần phía bắc của Nội cung.
Một trong Tam chủng thần khí, là tấm gương thiêng liêng của thiên hoàng, cũng được đặt trong tòa nhà Ôn Minh điện của Nội cung.
Hoàng cung Kyoto ngày nay nằm ở góc phía đông bắc của Bình An kinh, tái dựng phần lớn Nội cung thời Heian, đặc biệt là Tử Thần điện và Thanh Lương điện.